# Унрошиди
Унрошиди (фр. Unrochides) — французька шляхетна родина, що оселилась в Італії.
Представники родини були носіями кількох титулів на території північної Італії, в тому числі маркграфів і герцогів Фріульських. Втім основні володіння родини розташовувались на території сучасної Франції та включали землі на північному березі річки Сени й південну частину Бельгії. Основним родинним доменом вважався Сізуен.

## Найвідоміші представники
- Беренгар I — король Італії
- Беренгер — граф Тулузький
- Ебергард — герцог Фріульський
- Беренгер — граф Ломме